# سيلستين أوغستين
سيلستين أوغستين (مواليد 14 يناير 1971) هو ملاكم مدغشقري، مثّل بلاده في الألعاب الأولمبية الصيفية 2000.

## روابط خارجية
سيلستين أوغستين على موقع أوليمبيديا (الإنجليزية)